# 井宿增二
井宿增二（RT Aur）是御夫座的一顆恆星。
井宿增二是F-型黃超巨星，平均視星等 +5.75，距離地球大約1,561光年。它是屬於造父變星的變星，變光範圍從+5.00至+5.82，週期3.73天。位于銀經183.15，銀緯8.92，其B1900.0坐标为赤經6h 22m 8.4s，赤緯+30° 8.92′ 18″。

## 外部連結
- HR 2332（页面存档备份，存于）
- Image RT Aurigae